# Região Norte (Brasilien)

Região Norte in Brasilien

Die Região Norte (portugiesisch für „Nördliche Region“), auch Região Norte do Brasil, ist eine von fünf statistischen Großregionen Brasiliens. Sie umfasst die sieben Bundesstaaten Acre, Amapá, Amazonas, Pará, Rondônia, Roraima und Tocantins. Ihre größten und bedeutendsten Städte sind Manaus, Belém und Porto Velho.
Die Região Norte macht 45,27 % der Fläche Brasiliens aus. Gleichzeitig ist es die Region mit den zweitwenigsten Einwohnern, nämlich 15.864.454 bei der Volkszählung 2010.
Die Região Norte ist industriell wenig entwickelt und nicht sehr gut erschlossen. Dafür beherbergt sie mit dem Amazonasbecken das größte Ökosystem der Erde.
| Bundesstaat | Hauptstadt  | Einwohner 2010 | Schätzung 2020 | Fläche in km² | Gemeinden |
| ----------- | ----------- | -------------- | -------------- | ------------- | --------- |
| Rondônia    | Porto Velho | 1.562.409      | 1.796.460      | 238.512,8     | 52        |
| Acre        | Rio Branco  | 733.559        | 894.470        | 153.149,9     | 22        |
| Amazonas    | Manaus      | 3.483.985      | 4.207.714      | 1.577.820,2   | 62        |
| Roraima     | Boa Vista   | 450.479        | 631.181        | 225.116,2     | 15        |
| Pará        | Belém       | 7.581.051      | 8.690.745      | 1.253.164,5   | 144       |
| Amapá       | Macapá      | 669.526        | 861.773        | 143.453,7     | 16        |
| Tocantins   | Palmas      | 1.383.445      | 1.590.248      | 277.620,9     | 139       |
| Gesamt      | Gesamt      | 15.864.454     | 18.672.591     | 3.868.838,2   | 450       |